# 巴丹島
巴丹島（英語：Batan Island）是菲律賓巴丹群島面積第二大及人口最多的島，由巴丹群島省管轄。島被分為四個市，分別是省會巴士古、伊凡那、瑪哈淘和烏由干，人口11,979人（2010年）。

## 地理
巴丹島是一座整體呈啞鈴狀的火山島，屬於呂宋火山弧的一部分。島上最高處位於活火山伊拉雅山的峰頂，海拔1,009-（3,310-英尺），最近一次在1454年噴發過。在島的下半部，則有暫時不噴發的火山瑪塔藍山（Mount Matarem），高度405（1,329英尺）高。島的中央處寬度較窄，大約 4.5（2.8英里）長、1.9至2.5（1.2至1.6英里）寬，而在最寬處瑪坦藍山一帶寬度達6.5（4.0英里）。
距離此島最近的沙坦島約於西南方4.5（2.8英里）左右，與群島最大島伊巴雅特島則相距約32（20英里）。

## 事件
2008年1月1日，當地時間9時57分時，在附近發生一起規模6.3地震(20°07′26″N 121°21′00″E / 20.1240°N 121.3500°E)，深度大約31公里，沒有任何災情傳出。